# Vindelns konsumtionsförening
Vindelns konsumtionsförening var 1916–1964 en svensk konsumentförening med Vindeln som huvudort och verksamhet i Vindelns kommun med omnejd.
Vindelns konsumtionsförening bildades den 30 mars 1916 efter att Hjalmar Degerstedt hållit ett föredrag i Vindelns ordenshus. Vid starten hade man 153 medlemmar och man sökte direkt medlemskap i Kooperativa förbundet.
Föreningen fusionerades med Hällnäs konsumtionsförening 1925 och Botsmarks konsumtionsförening 1927.
År 1935 hade föreningen affärer i Vindeln, Botsmark, Ekträsk, Hällnäs, Åmsele och Åsträsk. År 1955 hade föreningen affärer i Vindeln, Hällnäs, Åmsele, Botsmark, Ekträsk, Åsträsk, Yttersjön, Villvattnet och Ånäset.
År 1964 uppgick Vindelns konsumtionsförening i Konsum Södra Västerbotten. Med tiden uppgick verksamheten i Konsum Västerbotten som 1994 blev Konsum Nord.
Coop fanns år 2024 kvar i Vindeln, men har lämnat många av de orter där Vindelns konsumtionsförening verkade. Konsum i Hällnäs såldes av 1994. År 2012 lämnade man även Åmsele.